# Prêmio Empire de melhor revelação feminina
O Prêmio Empire de Melhor Revelação Feminina é uma das categorias dos Prêmios Empire apresentados anualmente pela revista especializada em cinema britânica Empire. O prêmio é concedido a atrizes cuja performance de estreia em uma produção tenha se destacado junto à indústria cinematográfica. A categoria foi introduzida em 2012, juntamente com a de Melhor Revelação Masculina, tendo a atriz inglesa Felicity Jones como primeira vencedora por sua atuação em Like Crazy. A mais recente vencedora é Dafne Keen, protagonista em Logan (2017).

## Vencedores e indicados

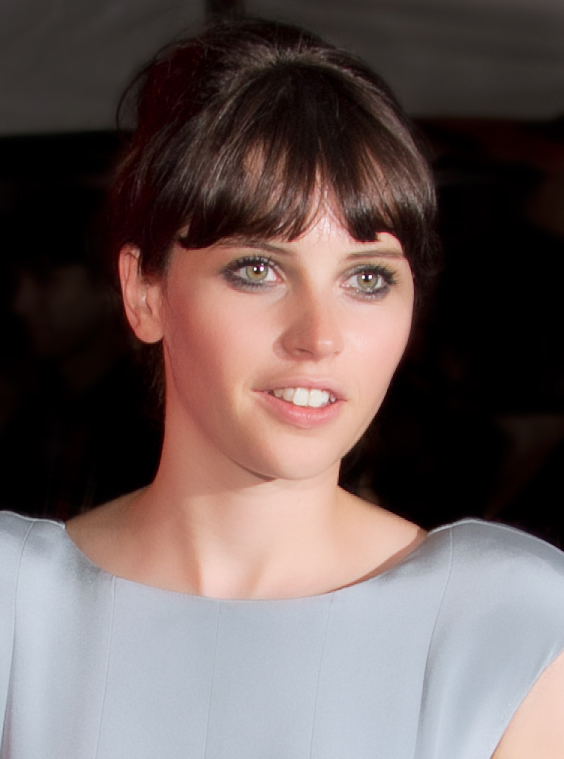
Felicity Jones, primeira vencedora da categoria em 2012.

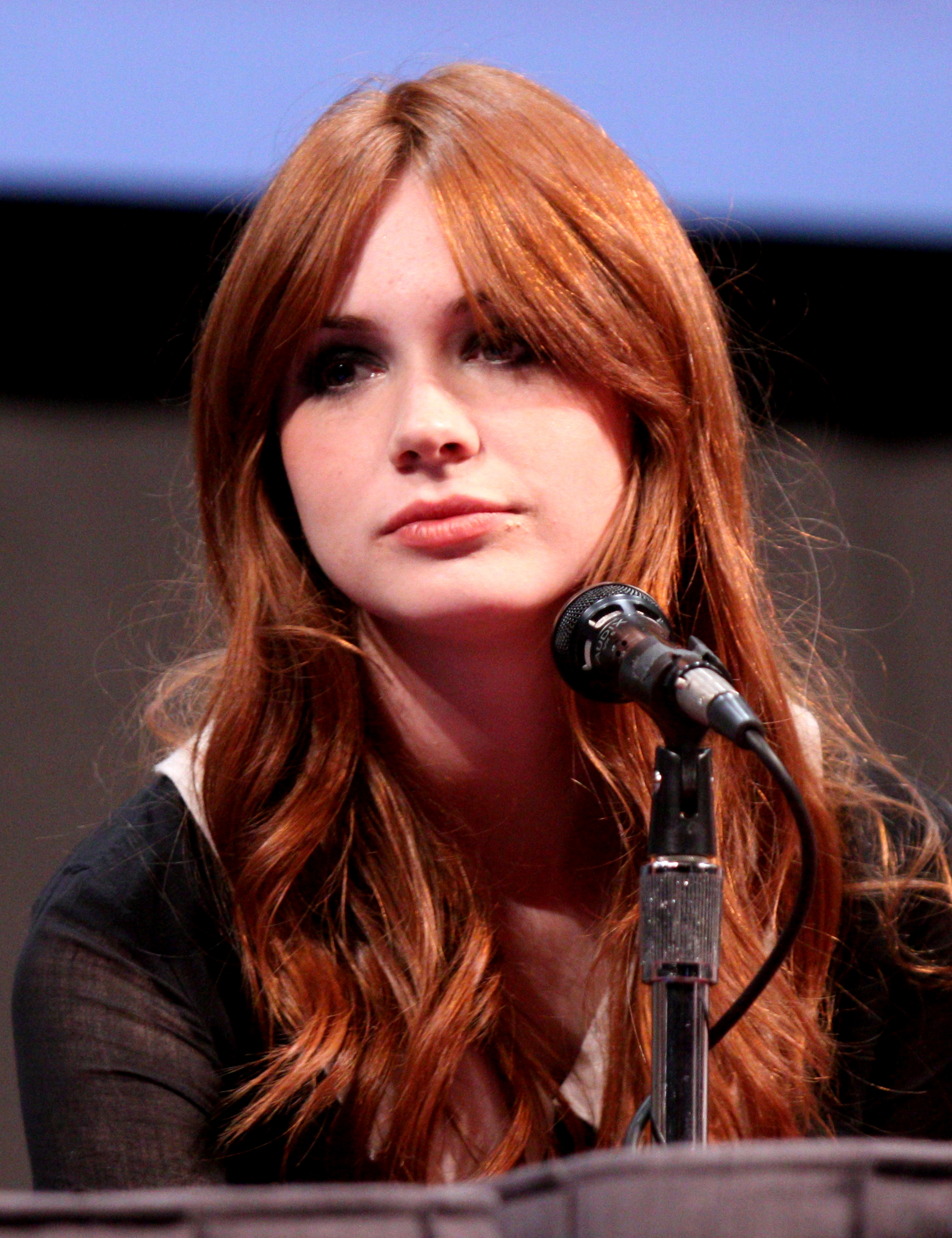
Karen Gillan, premiada em 2015 por Oculus e Guardians of the Galaxy.

### 2010
| Ano  | Vencedor        | Filme                            | Indicados | Ref.  |
| ---- | --------------- | -------------------------------- | --- | ----- |
| 2012 | Felicity Jones  | Like Crazy                       | - Bonnie Wright - Harry Potter and the Deathly Hallows – Part 2 - Céline Buckens - War Horse - Elle Fanning - Super 8 - Hailee Steinfeld - True Grit - Laura Haddock - The Inbetweeners Movie        | [ 4 ] |
| 2013 | Samantha Barks  | Les Misérables                   | - Alice Lowe - Sightseers - Alicia Vikander - Anna Karenina - Holliday Grainger - Great Expectations - Quvenzhané Wallis - Beasts of the Southern Wild                                               | [ 5 ] |
| 2014 | Margot Robbie   | The Wolf of Wall Street          | - Adèle Exarchopoulos - Blue Is the Warmest Colour - Antonia Thomas - Sunshine on Leith - Elizabeth Debicki - The Great Gatsby - Freya Mavor - Sunshine on Leith - Lupita Nyong'o - 12 Years a Slave | [ 6 ] |
| 2015 | Karen Gillan    | Oculus / Guardians of the Galaxy | - Carrie Coon - Gone Girl - Essie Davis - The Babadook - Gugu Mbatha-Raw - Belle - Sophie Cookson - Kingsman: The Secret Service                                                                     | [ 7 ] |
| 2016 | Daisy Ridley    | Star Wars: The Force Awakens     | - Olivia Cooke - Me and Earl and the Dying Girl - Rebecca Ferguson - Mission: Impossible – Rogue Nation - Maika Monroe - It Follows - Bel Powley - The Diary of a Teenage Girl                       | [ 8 ] |
| 2017 | Anya Taylor-Joy | The Witch                        | - Senia Nanua - The Girl with All the Gifts - Sasha Lane - American Honey - Hayley Squires - I, Daniel Blake - Angourie Rice - The Nice Guys                                                         | [ 9 ] |
| 2018 | Dafne Keen      | Logan                            | - Emily Beecham - Daphne - Florence Pugh - Lady Macbeth - Tessa Thompson - Thor: Ragnarok - Kelly Marie Tran - Star Wars: The Last Jedi                                                              | [ 3 ] |